# 竹前栄治
竹前 栄治（たけまえ えいじ、1930年8月4日 - 2015年7月14日）は、日本の政治学者、占領史研究家。学位は、法学博士。東京経済大学名誉教授。

## 経歴
長野県須坂市出身。1951年長野県須坂西高等学校卒業、1955年東京教育大学文学部社会科学科法律政治学専攻を卒業し、世田谷区立尾山台中学校教諭に赴任。1958年から東京都立工業短期大学附属工業高等学校（現東京都立工業高等専門学校）教諭、1962年東京都立工業高等専門学校教諭。1963年旧・東京都立大学大学院社会科学研究科政治学専攻修士課程修了。1964年東京都立工業高等専門学校助教授、1968年東京都立大学大学院社会科学研究科政治学専攻博士課程単位取得満期退学。1968年中央大学法学部兼任講師。1971年 法学博士。
1974年東京経済大学経済学部教授。1984年『戦後労働改革』で労働関係図書優秀賞受賞。2000年東京経済大学現代法学部教授。2001年、同特任教授。2005年定年退職、名誉教授。
2015年7月14日に虚血性心不全のため84歳で死去した。2015年10月25日に「竹前榮治先生を偲ぶ会」が開催された。

## 人物
1980年頃に失明したため、盲導犬、障碍者問題などにも携わり、日本盲人専門家協会副会長、身体障害者補助犬法改正対策使用者団体連絡協議会会長、日本身体障害者補助犬学会初代理事長などを歴任した。

## 著書
- 『アメリカ対日労働政策の研究』日本評論社 1970
- 『占領戦後史 対日管理政策の全容』双柿舎 1980、同時代ライブラリー 1992、岩波現代文庫 2002
- 『戦後労働改革 GHQ労働政策史』東京大学出版会 1982
- 『証言日本占領史 GHQ労働課の群像』岩波書店 1983。聞き手の編著
  - 『GHQ労働課の人と政策 増補改訂版』 エムティ出版 1991
- 『GHQ』岩波新書黄版 1983
- 『占領と戦後改革 シリーズ昭和史9』岩波ブックレット 1988
- 『GHQの人びと 経歴と政策』明石書店 2002
- 『失明を超えて拡がる世界 GHQ研究者として生きる』桐書房 2007

### 共編著
- 日本占領秘史 上[6] 天川晃共著 朝日新聞社 1977.8、ハヤカワ文庫 1986
- 昭和史 国民のなかの波瀾と激動の半世紀 金原左門共編著 有斐閣選書 1982.7
- 日本占領 GHQ高官の証言 中央公論社 1988。聞き書き
- 労働政策講義ノート 悠思社 1992.4
- 戦後日本の原点 占領史の現在 上・下 袖井林二郎共編 悠思社 1992.7
- 憲法制定史 日本国憲法検証 第1巻 小学館文庫 2000.6。岡部史信共著
- 護憲・改憲史論 日本国憲法検証 第7巻 小学館文庫 2001.6。岡部史信・藤田尚則共著
- 盲導犬ネモフィラ 生涯現役の大学12年生 竹前淳子共著 あすなろ書房 2002.7
- 障害者政策の国際比較 障害者政策研究会共編 明石書店 2002.11

## 翻訳
- 近代化の理論 マイロン・ウィーナ編著 上林良一共訳 法政大学出版局 1968
- DDT革命 占領期の医療福祉政策を回想する クロフォード.F.サムス 編訳 岩波書店 1986.8
- 日本占領の日々 マクマホン・ボール日記 菊池努共訳 岩波書店 1992.4
- GHQ日本占領史 第1巻 GHQ日本占領史序説 今泉真理共訳 日本図書センター 1996.2
- GHQ日本占領史 第31巻 労働組合運動の発展 岡部史信共訳 日本図書センター 1997.7
- 米国陸海軍軍政/民事マニュアル 尾崎毅共訳 みすず書房 1998.10
- GHQサムス准将の改革 クロフォード.Fサムス 桐書房 2007